# Adolf Brüll
Adolf Brüll (27. dubna 1846, Kojetín – 18. září 1908, Frankfurt nad Mohanem) byl židovský učitel náboženské výchovy, náboženský učenec, teolog a redaktor původem z Moravy.

## Život
Adolf Brüll se narodil v Kojetíně na Přerovsku jako syn rabína Jakoba Brülla (1812-1889) a jeho manželky Reginy Rivky (Rebeky), roz. Trebitschové (1812-1898), dcery moravského vrchního rabína Neremiase (Nachuma) Trebitsche (1779–1842). Měl staršího bratra Nahuma (Nechemja) (1843-1891), který byl rabín a vědec a mladší sestru Johannu (1848-1922).
Adolf získával vzdělání nejprve v Kroměříži a poté na univerzitách ve Vídni, Praze a Vratislavi. Teologické vzdělání získal jako absolvent vratislavského Židovského teologického semináře.
V roce 1871 byl jmenován učitelem na izraelitské škole Philanthropin ve Frankfurtu nad Mohanem, kde učil až do roku 1903. V roce 1879 zde založil u příležitosti 150. narozeniny Mosese Mendelssohna Frankfurtskou Mendelssohnovu společnost a roku 1881 byl Mendelssohnovou společností pověřen vydáváním Populárně-vědeckého měsíčníku, pro který také napsal množství článků.
Brüll byl řádným členem Deutsche Morgenländische Gesellschaft, vědeckého sdružení německých orientalistů. Byl také členem frankfurtské zednářské lóže Zuraufstiegen Morgenröthe.
Adolf Brüll byl autorem článků pro Židovskou encyklopedii, referenčního díla o judaismu vydaného Isidorem Singerem v letech 1901-1906. Od roku 1870 až do své smrti spolupracoval také na publikaci Allgemeine Deutsche Biographie, pro kterou napsal 57 biografických článků o židovských osobnostech.

## Spisy (výběr)
Spisy
- Populär-wissenschaftliche Monatsblätter zur Belehrung über das Judentum für Gebildete aller Konfessionen. Organ des Frankfurter Mendelssohn-Vereins. 1881–1908
- Fremdsprachliche Redensarten und Ausdrücklich als Fremdsprachlich Bezeichnete Wörter in den Talmuden und Midraschim. Leipzig 1869
- Trachten der Juden im Nachbiblischen Alterthume. Frankfurt a. M. 1873
- Das Samaritanische Targum zum Pentateuch, zum Ersten Male in Hebräischer Quadratschrift. Nebst einem Anhange Textkritischen Inhaltes Herausgegeben. 1875
- Zur Geschichte und Literatur der Samaritaner. 1876
- Dr. David Einhorn und seine Bedeutung für das Judentum. 1882

Články v Allgemeine Deutsche Biographie
- Všechny články ADB od Adolfa Brülla